# Mortal Kombat 2 – Annihilation
Mortal Kombat 2 – Annihilation (kurz auch: Mortal Kombat 2) ist ein US-amerikanischer Action- und Fantasyfilm des Regisseurs John R. Leonetti aus dem Jahr 1997 und die Fortsetzung von Mortal Kombat.

## Handlung
Liu Kang, Sonya Blade und Johnny Cage, die furchtlosen Kämpfer von Lord Raiden und Prinzessin Kitana, haben in der letzten Schlacht, genannt „Mortal Kombat“, die Kriegsfürsten der Außenwelt besiegt und die Erde vor der Zerstörung gerettet. Doch die vermeintliche Rettung ist nur von kurzer Dauer. Die Tore zur Außenwelt brechen wieder auf, und der gefürchtete Herrscher der Finsternis, Shao Khan und seine furchterregenden Kampfgenossen Cyrax und Smoke, die raketenwerfenden Cyber-Ninjas, Sheeva, die vierarmige Kampfmaschine, und Sindel, die furchterregende Verkörperung des Todes, wollen sich die Erde einverleiben. Bleiben die Tore sieben Tage geöffnet, ist die Welt, so wie wir sie kennen, vernichtet – es bleiben also nur mehr sechs Tage, um die Erde zu retten.

## Kritik
„Diese Martial-Arts-Fantasyaction nach dem Videospiel macht uns ratlos … Der erste ‚Mortal Kombat‘-Film bot immerhin noch ‚Highlander‘ Christopher Lambert und ein Mindestmaß an Story. Fazit: Aberwitziger Trash mit stupiden Fightszenen.“

„Stumpfsinniger Schwachsinn mit großem Trickaufwand, der in erster Linie auf brutale Prügelszenen, die mit billigem Techno-Sound unterlegt sind, ausgerichtet ist.“

## Trivia
- Viele Charaktere wurden für den zweiten Teil umbesetzt, darunter Raiden, Sonya und Jax.
- Keith Cooke spielt hier Sub-Zero. Im ersten Teil übernahm er die Rolle des Reptile.
- Lynn Red Williams ist bekannt geworden als einer der American Gladiators aus der gleichnamigen Fernsehshow.
- Viele Moves wurden Eins zu Eins aus der Videospielvorlage übernommen, so z. B. Sub-Zeros „Ice-Clone“.
- Liu Kangs Drachengestell ähnelt kaum dem aus der Spieleserie und ist außerdem nur beim Fatality zu sehen.
- Shao Khan kann sich in keinem der Spiele in ein mehrköpfiges Ungeheuer verwandeln.
- Die Verwandtschaftsverhältnisse zwischen Raiden, Shao Khan und Shinnok kommen in den Spielen nicht vor.
- Die Charaktere Kabal und Stryker werden nur namentlich erwähnt.
- Die Geschichte basiert zum größten Teil auf Mortal Kombat 3. So kommen auch Charaktere wie Nightwolf und Sheeva im Film vor, die erst in MK 3 ihre ersten Auftritte hatten. Ebenfalls kommt die im Film als „animalische Seite“ bezeichnete Verwandlung erst im dritten Teil vor und heißt dort Animality.
- John R. Leonetti war im Vorgänger noch der Kameramann, dies ist seine erste Regiearbeit.

## Deutsche Synchronfassung
Die deutschsprachige Synchronisation entstand bei der VSI Synchron in Berlin nach einem Dialogbuch von Dieter B. Gerlach, der auch die Dialogregie übernahm.
| Darsteller        | Deutscher Sprecher   | Rolle          |
| ----------------- | -------------------- | -------------- |
| Sandra Hess       | Martina Treger       | Sonya Blade    |
| Lynn Red Williams | Charles Rettinghaus  | Jax Briggs     |
| James Remar       | Manfred Lehmann      | Lord Rayden    |
| Talisa Soto       | Anke Reitzenstein    | Kitana         |
| Robin Shou        | Michael Deffert      | Liu Kang       |
| Brian Thompson    | Ingo Albrecht        | Shao Kahn      |
| Reiner Schöne     | Reiner Schöne        | Shinnok        |
| Deron McBee       | Tilo Schmitz         | Motaro         |
| Musetta Vander    | Karin Grüger         | Königin Sindel |
| Marjean Holden    | Ulrike Lau           | Sheeva         |
| Irina Pantaeva    | Alexandra Wilcke     | Jade           |
| Chris Conrad      | Klaus-Peter Grap     | Johnny Cage    |
| Litefoot          | Dietmar Wunder       | Nightwolf      |
| John Medlen       | Frank Ciazynski      | Ermac          |
| Tyrone C. Wiggins | Andreas Hosang       | Rain           |
| J.J. Perry        | Reinhard Scheunemann | Scorpion       |
| Keith Cooke       | Rainer Doering       | Sub-Zero       |